# Флорида (линеен кораб, 1910)
Флорида (на английски: USS Florida (BB-30)) е линеен кораб на САЩ. Главен кораб на едноименния проект. ВВ-30 „Флорида“ е петият дредноут във флота на САЩ.

## Строителство
Линкорът „Флорида“ е заложен в Ню Йорк от корабостроителницата „Ню Йорк Неви Ярд“ през март 1909 г. Той е главен кораб на типа типа „Флорида“, който по конструкцията си почти напълно повтаря линкорите от типа „Делауеър“. Спуснат е на вода през май 1910 г., след което се достроява на вода. „Флорида“ е въведен в състава на флота през септември 1911 г.

## История на службата

### Довоенен период
След провеждането на приемните изпитания преминава бойна подготовка в Карибско море. Първият му командир става кептън (капитан 1 ранг) К. С. Кнап. След програмата на изпитанията и бойната подготовка „Флорида“ става флагмански кораб, на 29 март 1912 г., на 1-ва дивизия линкори от Атлантическия флот. Преди началото на Първата световна война регулярно се занимава с учебни походи и стрелби, периодично посещавайки пристанища по източното крайбрежие на САЩ.
През февруари 1914 г. линкорът взема участие в слизането на американски окупационни войски по време на вълненията в мексиканския Веракрус.

### Първа световна война
Започналата в Европа Световна война, малко се отразява на ежедневната служба на линкора.
През октомври 1914 г. линкорът „Флорида“ е включен във 2-ра дивизия линейни кораби.
През 1916 г. преминава бойна подготовка в Чесапийкския залив.
На 6 април 1917 г. САЩ объявяват война на Германия, пролог за която става започнатата от немците неограничена подводна война. ВМС на САЩ формират 9-а дивизия линейни кораби, в която влизат „Флорида“, „Ню Йорк“, „Уайоминг“, „Делауеър“.
На 25 ноември 1917 г. линкорът „Флорида“, в състава на 9-а дивизия, е изпратен през Атлантическия океан в Европа. На 7 декември 1917 г. той пристига на Оркнейските острови и се съединява с британския Гранд Флийт. След пристигането си в Скапа Флоу, линкорите на 9-а дивизия стават 6-а ескадра на Гранд Флийта. Ескадрата се базира в английската военноморска база Скапа Флоу. Задачата на линкорите се свежда към бойно патрулиране в Северно море и съпровождането на конвоите на съюзниците за Норвегия.
На 22 – 24 април става известно за отплаването на немския Флот на откритото море за прихващане на конвой на съюзниците. На 24 април 1918 г. „Флорида“ и останалите линкори от „Гранд Флийт“ отплават от Скапа Флоу за прехващане на немските линкори, но те вече се насочват към своите бази. „Флорида“ няма огневи контакт с немските линкори.
На 20 ноември 1918 г. той участва в ескортирането на германския Флот на Откритото Море по време на неговото интерниране.
На 12 декември 1918 г. линкорът съпровожда парахода „Джордж Вашингтон“ който вози президента на САЩ Удроу Уилсън към Европа за участието му в мирните преговори. Корабите пристигат в Брест (Франция) на 13 декември.
След сключването на примирието с Германия „Флорида“ е заменен от влезлия в строй линкор „Невада“, след което корабът се връща в Съединените щати.

### Междувоенен период
През януари 1919 г. корабът пристига във военноморската база на ВМС на САЩ „Норфолк“.
През май 1919 г. линкорът плава за Азорските острови за метео наблюдения в интерес на военноморския флот.
През декември 1920 г. линкорът извършва турне по Южна Америка с Държавения секретар Бейнбридж Колби на борда.
През август 1920 г. присъства в Масачузетс на празниците по повод 300-летито от слизането на първите колонисти в Северна Америка.
В течение на следващите три години линкорът участва в бойна подготовка и учебни походи, включително и като флагмански кораб на флота.
Участва в учения на морската пехота която отработва тактиката на амфибийни операции.
Според решеният на Вашингтонския морски договор от 1922 г., линкорът „Флорида“ е оставен в строя.
В началото на 1924 г., „Флорида“ и „Юта“ вземат участие в маневрите на флота, където са дубльори за новите линкори от типа „Колорадо“.
След зимните маневри на 1924 г. е взето решение да се проведе модернизация на енергетичната установка на линкора.
През юни 1924 г. линкорът е изваден от експлоатация за модернизация в Бостън.

### Модернизация
Основния ресурс за модернизацията стават огромните запаси материали, оборудване и механизми, натрупани за така и нереализираната грандиозна програма от 1916 г. за увеличаване на линейния флот на САЩ, която след подписването на Вашингтонското морско съглашение от 1922 г. е отменена.
От 1 април 1925 до 1 ноември 1926 г. линкорът „Флорида“, сред другите американски линкори, преминава основен ремонт и модернизация. Главната насока за модернизацията става замяната на котлите и превеждането на линкорите към течно гориво. При модернизацията значително са подобрени тактико-техническите и експлоатационните характеристики на „Флорида“. В хода на реконструкцията е усилена бронята на палубите, заварени са бордови були, усилена е хоризонталната защита. Задната решетъчна мачта е заменена, като тя е преместена към кърмата. Демонтирани са четири 5-дюймови оръдия и двата подводни торпедни апарата.

### Край на службата
Влизайки в строй след модернизацията обновеният кораб служи на Източния бряг на САЩ. Провежда бойна подготовка в състава на Атлантическия флот, извършва учебни походи.
През юни 1928 г. линкорът взема участие в съвместните учения на армията, военноморските сили и бреговата отбрана.
Съгласно подписаното в Лондон морско съглашение, през 1930 г., линкорът „Флорида“ е изваден от състава на действащия флот намирайки се във Филаделфийската военноморска база и е отписан от флота на 16 февруари 1931 г. Към 30 септември 1932 г. линкорът е разкомплектован за метал. Корабната му камбана е спасена и предадена в „Университета на Флорида“, където е поставена на новопостроения му стадион. През 2003 г. камбаната на кораба е пренесена от стадиона в музей.